# Synchronie
Synchronie (altgriechisch σύν syn, deutsch ‚zusammen mit‘ und altgriechisch χρόνος chronos, deutsch ‚Zeit‘) ist in der Sprachwissenschaft die Bezeichnung für eine Methode der Sprachbetrachtung, die sich strikt auf die Analyse der zu einer bestimmten Zeit bestehenden Erscheinungsformen beschränkt, also im Gegensatz zur diachronen Betrachtung, die mehrere Zeitebenen vergleicht.
„Diachronie“ und „Synchronie“ werden in den Fachwissenschaften als separate, sich methodisch ausschließende Ansätze betrachtet. Einige Wissenschaftler wie Jack Goody (Die Logik der Schrift und die Organisation von Gesellschaft, 1986/1990) setzen sich jedoch bewusst über diese methodologischen Einschränkungen hinweg.
In der Psychologie wird Synchronie auch für gleichzeitig auftretende Verhaltensmuster zweier (oder mehrerer) Menschen bezeichnet. Es handelt sich dabei um automatisch eintretende Prozesse, die zu den essenziellen und unverzichtbaren Bedürfnissen des Menschen gehören.